# Demografía de Castilla-La Mancha

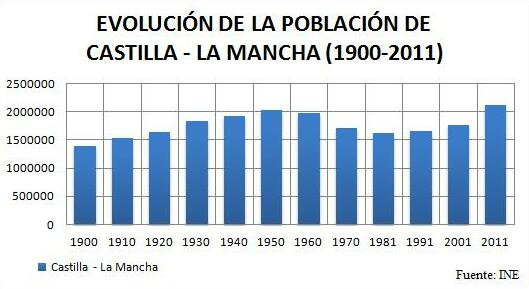
Evolución de la población de Castilla-La Mancha(1900-2011)

La población de Castilla-La Mancha a 1 de enero de 2020 es de 2 045 211 personas, con 39 municipios que sobrepasan los 10 000 habitantes. La población se concentra fundamentalmente en las grandes ciudades de la Comunidad, no obstante, el 59,6 % de la misma reside en municipios de menos de 20 000 habitantes. La población menor de 25 años representaba en 2010 en Castilla-La Mancha un 27,1 % del total, y los mayores de 65 años cerca del 17,6 %. El municipio más joven de España es Villanueva de la Torre (Guadalajara), sus 2960 habitantes tienen una edad media de sólo 28,9 años.

## Evolución
| 1591      | 1646      | 1700      | 1800      | 1857      | 1887      | 1900      | 1910      | 1920      |
| --------- | --------- | --------- | --------- | --------- | --------- | --------- | --------- | --------- |
| 972 500   | 630 000   | 730 000   | 1 075 000 | 1 203 248 | 1 325 744 |           | 1 550 088 | 1 674 207 |
| 1930      | 1940      | 1950      | 1960      | 1970      | 1981      | 1991      | 2001      | 2017      |
| 1 849 999 | 1 921 849 | 2 030 598 | 2 015 262 | 1 732 696 | 1 648 633 | 1 658 446 | 1 760 516 | 2 031 479 |

Densidad de población municipal en Castilla-La Mancha en 2013:
0 - 9,99 hab./km²
10 - 19,99 hab./km²
20 - 29,99 hab./km²
30 - 39,99 hab./km²
40 - 49,99 hab./km²
50 - 59,99 hab./km²
60 - 69,99 hab./km²
70 - 79,99 hab./km²
80 - 89,99 hab./km²
90 - 99,99 hab./km²
Más de 100 hab./km²

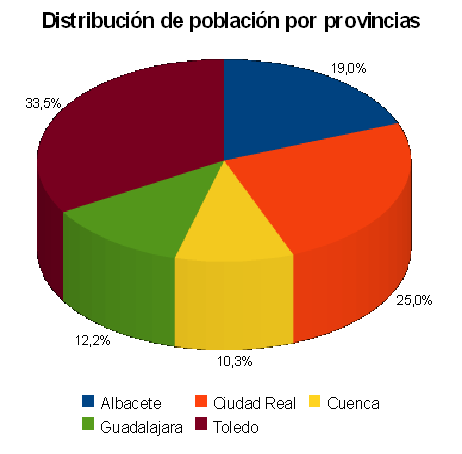
Porcentaje de población por provincias en Castilla-La Mancha (2012)

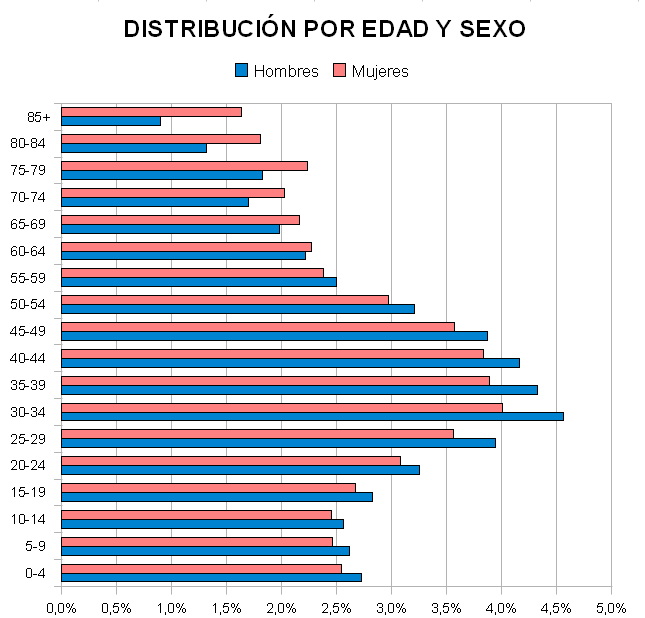
Composición por edad y sexo de la población de Castilla-La Mancha (2010)

Castilla-La Mancha es una Comunidad del interior peninsular que ha experimentado una evolución dispar de su población a lo largo del tiempo. En la época más reciente asistimos a una lenta pero progresiva recuperación demográfica durante todo el siglo XIX, que se acentúa en la primera mitad del XX. La etapa de posguerra con las dificultades económicas y laborales existentes obligaron a que entre las décadas de 1950 y 1960, más de medio millón de castellanomanchegos emigraran a otras partes de España y de Europa en busca de una mejor calidad de vida, lo que estancó la población durante las dos décadas siguientes.
A partir de la década de los ochenta la tendencia cambia y evoluciona positivamente de forma pausada hasta principios del siglo XXI cuando el aumento de la población se acentúa, fundamentalmente en los grandes núcleos de población y principales centros industriales de la Comunidad, protagonizando uno de los mayores aumentos de toda España y superando el umbral poblacional establecido durante la década de los cincuenta.

## Distribución y densidad
Número de habitantes
Según los datos del Instituto Nacional de Estadística (INE) de 1 de enero de 2012, Castilla-La Mancha cuenta con 2 121 888 habitantes repartidos entre sus cinco provincias.
A pesar de ser la tercera Autonomía más extensa de España, su territorio cuenta con una población distribuida de forma dispar. Castilla-La Mancha se sitúa en el noveno puesto de entre comunidades autónomas españolas por población, representando el 4,5 % del total nacional.
En la última década, Castilla-La Mancha ha sumado 360 281 habitantes, protagonizando uno de los incrementos de población más importantes del país.
Densidad de población
La densidad de población media de Castilla-La Mancha es de 26,7 hab/km², muy inferior a la media nacional, aunque las zonas industriales del noroeste de la Comunidad como el Corredor del Henares, la comarca de La Sagra, la zona de Sonseca, la "Y" Villarrobledo - Almansa - Hellín, el Corredor Puertollano - Daimiel o las grandes ciudades, entre otras, superan ampliamente la media autonómica.
Composición por edad y sexo
La pirámide de población de Castilla-La Mancha presenta una tipología similar a la de una región desarrollada, con la zona central más ancha que la base y que la zona superior. La población entre los 16 y los 44 años representa alrededor del 43 %, de 45 a 64 años de edad representan el 23 %, manteniéndose más alejados los niños con un 16,4 % y los mayores de 65 con el 17,6 %. Estos datos vienen a demostrar el progresivo envejecimiento de la población castellano-manchega, aunque mitigado en parte por la inmigración.
Respecto a sexos, en la región habitan alrededor de 17 000 hombres más que mujeres, lo que supone un 50,4 % frente a un 49,6 %. A nivel nacional sucede lo contrario, la población femenina supera a la masculina en porcentajes similares.
Natalidad, mortalidad y esperanza de vida
La tasa de natalidad en el año 2014 se situaba, según los datos del INE en 8,8 nacimientos por cada 1000 habitantes, algo por debajo de la media nacional que se quedaba en el 9,14.
La tasa de mortalidad en el año 2014 se situaba, según los datos del INE en 8,87 defunciones por cada 1000 habitantes, algo superior a la media española que era de 8,46.
La esperanza de vida al nacer se encuentra entre las más altas de España, superando la media nacional. Según los datos del INE referidos a 2014, la esperanza de vida al nacer es de 83,4 frente a la media nacional que es de 83. Para las mujeres de Castilla-La Mancha, la esperanza de vida al nacer es de 86,1 años y para los hombres de 80,8 frente a la media nacional que es de 85,7 para las mujeres y para los hombres de 80,2.

## Inmigración
El 11,0 % de la población castellanomanchega es de nacionalidad extranjera, porcentaje ligeramente inferior a la media nacional (12,2 %). Sin embargo, los inmigrantes se reparten de manera dispar por el territorio de la Comunidad: (porcentajes de población extranjera sobre el total provincial)
- Provincia de Albacete: 7,9 % de la población
- Provincia de Ciudad Real: 8,6 %
- Provincia de Cuenca: 13,3 %
- Provincia de Guadalajara: 15,7 %
- Provincia de Toledo: 12,0 %

Por nacionalidades, la más numerosa es la rumana, que representa cerca del 43,0 % del total, seguida de la marroquí con el 15,3 %, la ecuatoriana con el 5,28 % y la colombiana con el 5,12 %. Estas cuatro nacionalidades representan cerca del 70 % del total de la población inmigrante en Castilla-La Mancha.

## Áreas y municipios más poblados

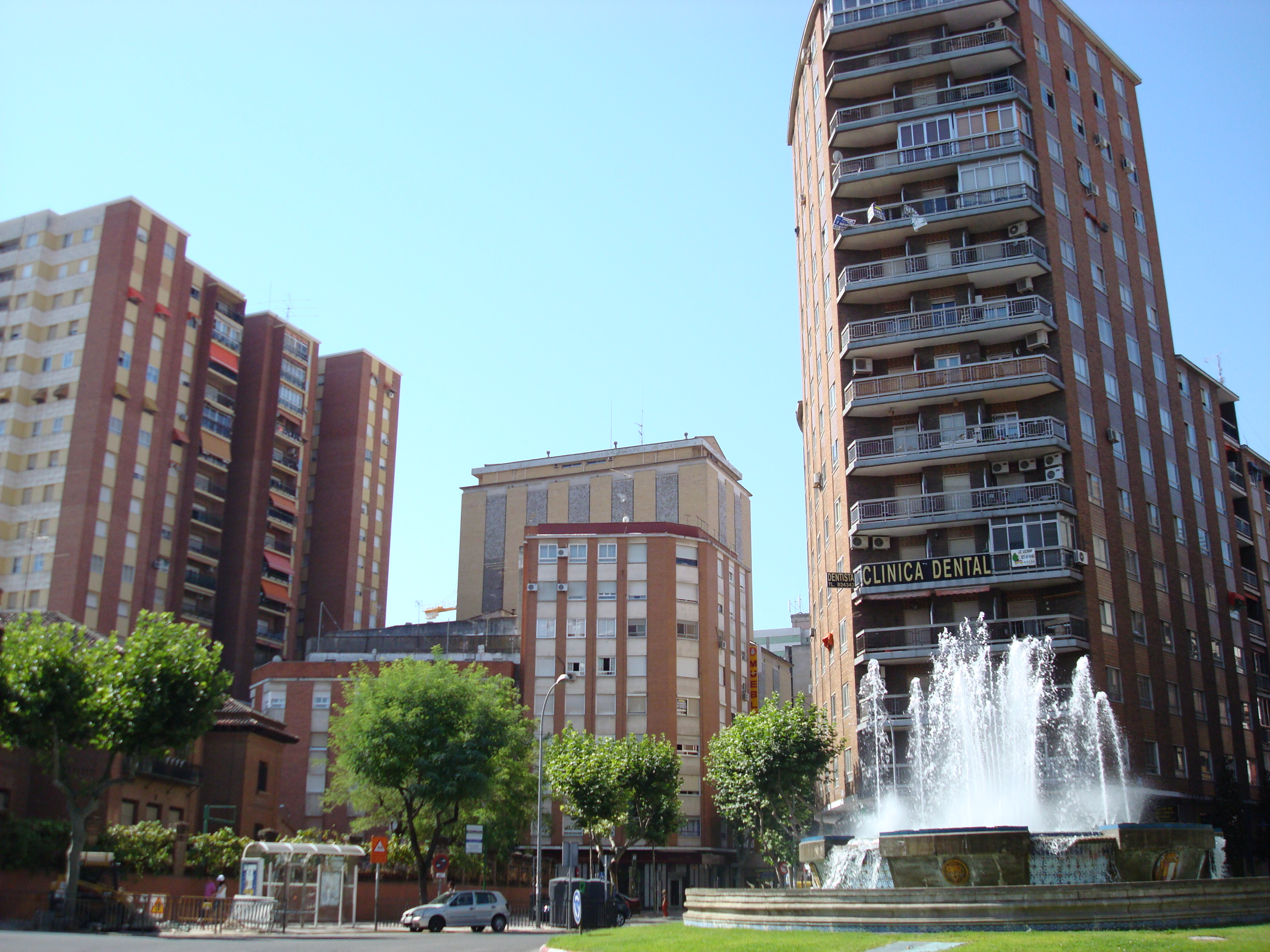
Plaza de España de la ciudad de Talavera de la Reina

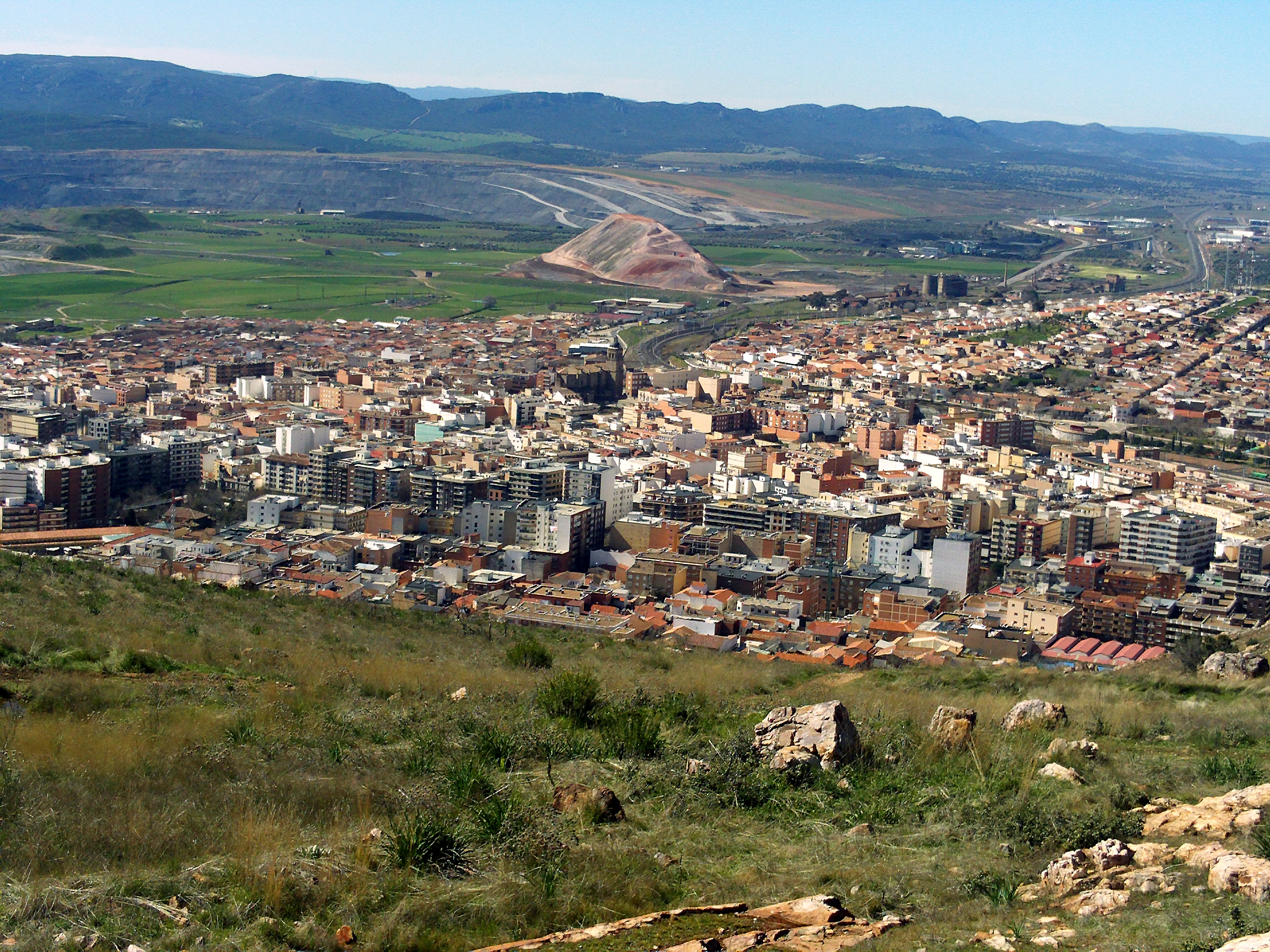
Puertollano es uno de los núcleos más importantes de la Comunidad

La distribución territorial de las ciudades en Castilla-La Mancha tiene como elemento definidor la presencia mayoritaria en los sectores llanos del territorio. La Mancha y el Área metropolitana de Albacete, el Campo de Calatrava, la Vega media del Tajo, La Sagra, la Campiña del Henares, el Corredor de Almansa o los Campos de Hellín, son las zonas en los que se ha producido el crecimiento y la consolidación de los núcleos urbanos más importantes.
Los municipios con más de 20 000 habitantes de Castilla-La Mancha según el INE (2024) son:
| Posición | Municipio            | Provincia   | Población |
| -------- | -------------------- | ----------- | --------- |
| 1.ª      | Albacete             | Albacete    | 174 137   |
| 2.ª      | Guadalajara          | Guadalajara | 90 909    |
| 3.ª      | Toledo               | Toledo      | 86 526    |
| 4.ª      | Talavera de la Reina | Toledo      | 84 738    |
| 5.ª      | Ciudad Real          | Ciudad Real | 75 909    |
| 6.ª      | Cuenca               | Cuenca      | 53 429    |
| 7.ª      | Puertollano          | Ciudad Real | 45 195    |
| 8.ª      | Azuqueca de Henares  | Guadalajara | 35 894    |
| 9.ª      | Tomelloso            | Ciudad Real | 35 174    |
| 10.ª     | Illescas             | Toledo      | 32 159    |
| 11.ª     | Alcázar de San Juan  | Ciudad Real | 31 389    |
| 12.ª     | Hellín               | Albacete    | 30 812    |
| 13.ª     | Valdepeñas           | Ciudad Real | 30 617    |
| 14.ª     | Seseña               | Toledo      | 30 165    |
| 15.ª     | Villarrobledo        | Albacete    | 25 262    |
| 16.ª     | Almansa              | Albacete    | 24 281    |

### De carácter provincial
- Provincia de Albacete
- Provincia de Ciudad Real
- Provincia de Cuenca
- Provincia de Guadalajara
- Provincia de Toledo